# 阿爾貝托·吉內斯·洛佩斯
阿爾貝托·吉內斯·洛佩斯（西班牙語：Alberto Ginés López，2002年10月23日—）是一名西班牙男子運動攀登運動員。他在2019年攀岩世界盃難度賽獲得總排名第二，也曾經獲得2019年歐洲攀岩錦標賽男子難度賽銀牌。

## 外部連結
- IFSC （页面存档备份，存于） （英文）
- 阿爾貝托·吉內斯·洛佩斯的Facebook專頁
- 阿爾貝托·吉內斯·洛佩斯的X（前Twitter）
- 阿爾貝托·吉內斯·洛佩斯的Instagram帳戶